# Pedro Venâncio
Pedro Manuel Regateiro Venâncio (Setúbal, 21 novembre 1963) è un ex calciatore portoghese, di ruolo difensore.

## Carriera

### Club
Trascorse l'intera carriera giocando nel campionato portoghese.

### Nazionale
Ha collezionato 21 presenze con la nazionale portoghese.

## Palmarès

### Club

#### Competizioni nazionali
- Supercoppa di Portogallo: 3

Sporting Lisbona: 1982, 1987
Boavista: 1992